# جيرالد ماكديرموت
جيرالد ماكديرموت (بالإنجليزية: Gerald McDermott)‏ هو كاتب للأطفال وكاتب ومخرج أمريكي، ولد في 31 يناير 1941 في ديترويت في الولايات المتحدة، وتوفي في 26 ديسمبر 2012.

## وصلات خارجية
- جيرالد ماكديرموت على موقع IMDb (الإنجليزية)
- جيرالد ماكديرموت على موقع أول موفي (الإنجليزية)
- جيرالد ماكديرموت على موقع قاعدة بيانات الأفلام السويدية (السويدية)
- جيرالد ماكديرموت على موقع قاعدة بيانات الفيلم (الإنجليزية)